# August Torma
August Torma, właśc. do 1940 roku August Schmidt (ur. 19 lutego 1895, zm. 12 marca 1971 w Londynie) – estoński dyplomata, wieloletni poseł Estonii w Wielkiej Brytanii. 